# Martiros Naguljan
Martiros Karapetowicz Naguljan (ros. Мартирос Карапетович Нагульян, orm. Մարտիրոս Կարապետի Նաղուլյան; ur. 1 stycznia 1920 we wsi Wierchniaja Chobza (obecnie w granicach miasta Soczi), zm. 6 kwietnia 1945 w okolicach Szczecina) – radziecki lotnik wojskowy narodowości ormiańskiej, lejtnant, uhonorowany pośmiertnie tytułem Bohatera Związku Radzieckiego (1945).

## Życiorys
Urodził się w ormiańskiej rodzinie chłopskiej. Od 1924 mieszkał z rodziną we wsi Niżniaja Szyłowka, w 1933 wraz z rodziną został przesiedlony do Karagandy, skończył 8 klas szkoły i technikum elektryczne, pracował jako ślusarz w kopalni. Od 1940 mieszkał w Majkopie, gdzie skończył aeroklub, od 5 maja 1941 służył w Armii Czerwonej, w 1942 ukończył wojskową lotniczą szkołę pilotów w Krasnodarze. Od 9 czerwca 1944 uczestniczył w wojnie z Niemcami, walczył na 1. Froncie Nadbałtyckim i (od początku 1945) 2. Białoruskim jako lotnik i dowódca klucza w 593. pułku lotnictwa szturmowego 332. Dywizji Lotnictwa Szturmowego w składzie 4 Armii Powietrznej. W 1944 został członkiem WKP(b), 2 grudnia 1944 otrzymał stopień lejtnanta. Brał udział w wyzwalaniu Białorusi, Litwy i Łotwy, w tym Witebska, Połocka i Szawli, w walkach w Prusach Wschodnich i na wybrzeżu Bałtyku, w tym w walkach o Gdańsk i Szczecin. Jako dowódca klucza 593 pułku lotnictwa szturmowego wykonał 113 lotów bojowych, atakując skupiska wojsk, fortyfikacje, technikę i siłę żywą wroga (m.in. w rejonie Sochocina 17 stycznia 1945 i Zbyszyna 19 stycznia 1945), strącił też dwa niemieckie samoloty. Zginął przy wykonywaniu zadania bojowego w okolicach Szczecina. Został pochowany k. wsi Drewnica. Jego imieniem nazwano ulice we wsiach Niżniaja Szyłowka i Wierchniewiesiołoje, a także szkoły we wsiach Czeriesznia (w której się uczył) i Drewnica w Polsce.

## Odznaczenia
- Złota Gwiazda Bohatera Związku Radzieckiego (pośmiertnie, 18 sierpnia 1945)
- Order Lenina (pośmiertnie, 18 sierpnia 1945)
- Order Czerwonego Sztandaru (dwukrotnie, 3 sierpnia 1944 i 30 marca 1945)
- Order Wojny Ojczyźnianej II klasy (3 września 1944)
- Order Czerwonej Gwiazdy (4 lipca 1944)

I medale.